# Zamarada vintejouxi
Zamarada vintejouxi là một loài bướm đêm trong họ Geometridae.